# Zwartvleugelkievit
De zwartvleugelkievit (Vanellus melanopterus) behoort tot de familie van kieviten en plevieren (Charadriidae).

## Verspreiding en leefgebied
Deze soort komt voor in oostelijk en zuidoostelijk Afrika en telt twee ondersoorten:
- V. m. malanopterus: van Ethiopië en Eritrea tot noordwestelijk Somalië.
- V. m. minor: Kenia, Tanzania en langs de kusten van Zuid-Afrika.

## Status
De grootte van de populatie is in 2006 geschat op 8.700-42.000 volwassen vogels. Op de Rode lijst van de IUCN heeft deze soort de status niet bedreigd.